# Tsushima (île)
Pour les articles homonymes, voir Tsushima.
Tsushima (対馬) ou Tsushima-tō (対馬島, « île de Tsushima »), en coréen : 대마도 (Daemado), est une île japonaise située aux abords du détroit de Tsushima. Elle dépend de la préfecture de Nagasaki dont elle est la plus grande île avec une superficie de 696,26 km2.

## Histoire

### Période ancienne
Dans la mythologie japonaise, Tsushima était l'une des huit îles originales créées par les divinités shintoïstes Izanagi et Izanami. Des preuves archéologiques suggèrent que Tsushima était déjà habitée par des colons venus de l'archipel japonais et de la péninsule coréenne, de la période Jōmon à la période Kofun. Le Sanguo Zhi, texte historique chinois, décrit un pays appelé Duihai guo (chinois simplifié : 对海国 ; chinois traditionnel : 對海國 ; Wade-Giles : Tui-hai kuo, en japonais : Tsuikai-koku) avec une population de plus de mille foyers, qui est communément identifié comme étant Tsushima. C'était l'un des quelque trente pays qui composaient l'union de Yamatai-koku. Ses familles exerçaient un contrôle sur l'île d'Iki et établissaient des liens commerciaux avec le Japon de la période Yayoi. Comme Tsushima n’avait presque aucune terre à cultiver, les habitants de l’île gagnaient leur vie en pêchant et en commerçant.
Depuis le début du VIe siècle, Tsushima est une province officielle du Japon, connue sous le nom de province de Tsushima (aujourd'hui Tsushima, préfecture de Nagasaki.)

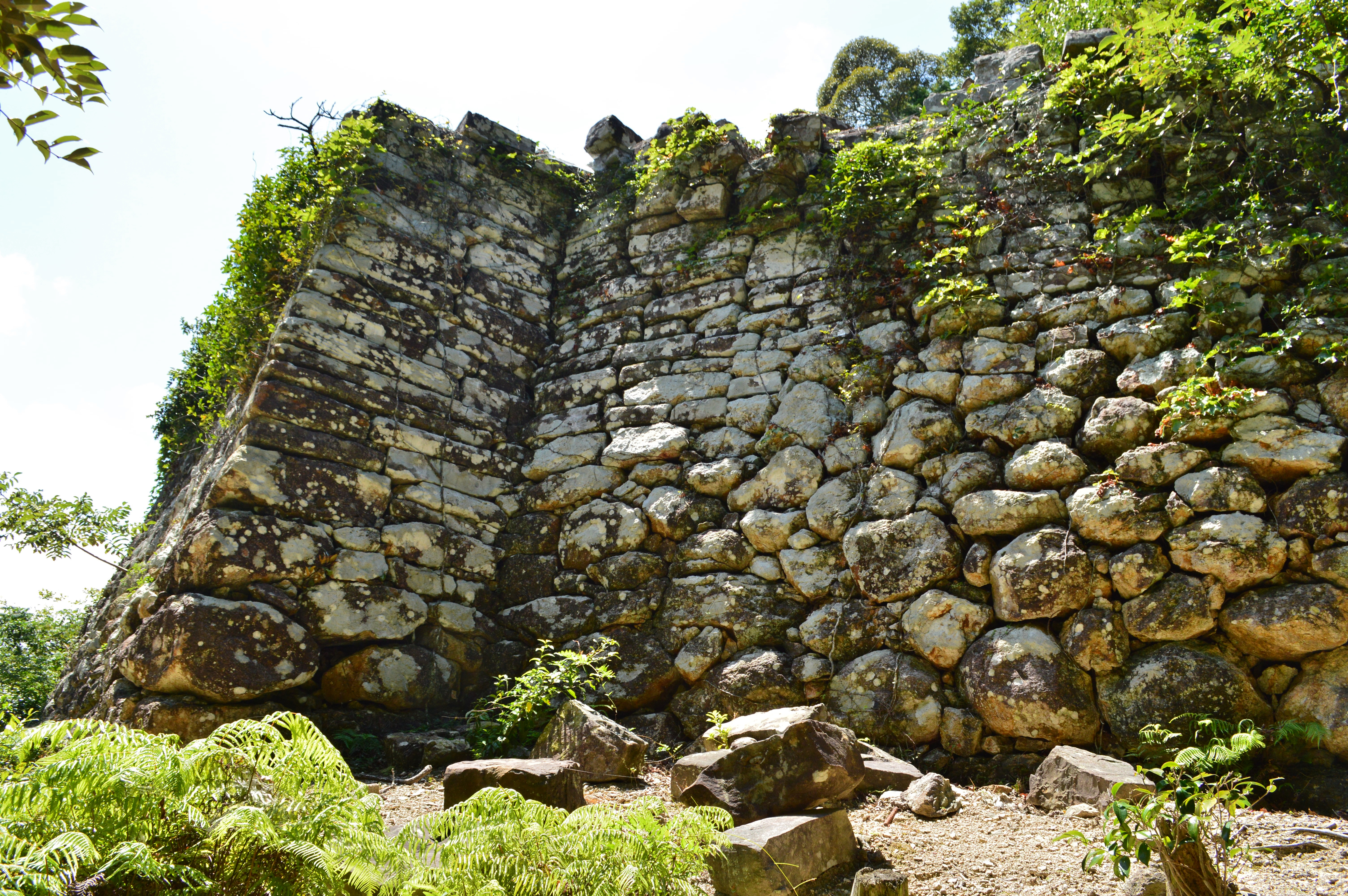
Ruines du château de Kaneda/Kanata.

Sous le système ritsuryō, Tsushima devint une province du Japon. Cette province était liée à Dazaifu, le centre politique et économique de Kyūshū, ainsi qu'au gouvernement central du Japon. En raison de son emplacement stratégique, Tsushima a joué un rôle majeur dans la défense du Japon contre les invasions du continent asiatique et dans le développement de routes commerciales avec Baekje et Silla des Trois royaumes de Corée. Après la défaite de Baekje, aidée par le Japon, par les forces de la dynastie Tang et Silla lors de la bataille de Hakusukinoe en 663, des gardes-frontières japonais sont envoyés à Tsushima et le château de Kaneda est construit sur l'île.
La province de Tsushima était contrôlée par les Tsushima no Kuni no miyatsuko (対馬国造) jusqu'à la période Nara, puis par le clan Abiru jusqu'au milieu du XIIIe siècle. Le rôle et le titre de gouverneur de Tsushima ont été détenus exclusivement par le clan Shōni pendant des générations. Cependant, puisque les Shōni résidaient réellement à Kyūshū, c’est le clan Sō, sujet connu des Shōni, qui exerçait en réalité le contrôle de ces îles. Le clan Sō gouverna Tsushima jusqu'à la fin du XVe siècle.

### Période médiévale

Invasion mongole en 1274.

Tsushima était un centre commercial important pendant cette période. Après l'invasion Toi (刀伊の入寇 (Toi no nyūkō) en 1019, des échanges privés ont commencé entre Goryeo, Tsushima, Iki et Kyūshū, mais ils ont été stoppés lors des invasions mongoles du Japon entre 1274 et 1281. Le Goryeo-sa, un récit de la dynastie Goryeo, mentionne qu'en 1274, les troupes coréennes de l'armée mongole dirigée par Kim Bang-gyeong et comprenant de nombreux soldats coréens ont tué un grand nombre de personnes sur les îles.
Tsushima est devenue l'une des principales bases des wakō, des pirates japonais, également appelés wokou, aux côtés des Iki et Matsuura. En raison de raids répétés de pirates, la dynastie Goryeo et la dynastie Joseon qui a suivi ont apaisé les pirates en établissant des accords commerciaux et en négociant avec les shoguns Ashikaga et leur député à Kyūshū, et ont parfois eu recours à la force pour les neutraliser. En 1389, le général Pak Wi (朴威) de Goryeo tenta de dégager l'île des pirates de Wokou, mais des soulèvements en Corée l'obligèrent à rentrer chez lui.
Le 19 juin 1419, le roi récemment abdiqué, Sejong le Grand, de Joseon, envoya le général Yi Jong-mu dans une expédition sur l'île Tsu pour la débarrasser des pirates wokou, à l'aide d'une flotte de 227 navires et de 17 000 soldats, connue en japonais sous le nom d'invasion Ōei. Après avoir subi des pertes dans une embuscade, l'armée coréenne a négocié un cessez-le-feu et s'est retirée le 3 juillet 1419,. En 1443, le daimyō de Tsushima, Sō Sadamori, proposa le traité de Gyehae. Ce traité fixait le nombre de navires de commerce reliant Tsushima à la Corée et le clan Sō monopolisait le commerce avec la Corée.
En 1510, les commerçants japonais ont lancé un soulèvement contre la politique plus stricte de Joseon concernant les commerçants japonais de Tsushima et Iki venant à Pusan, Ulsan et Jinhae pour commercer. Le clan So a soutenu le soulèvement, mais il a été rapidement écrasé. Le soulèvement est devenu plus tard connu sous le nom d'« incident des trois ports (三浦の乱, Sanbo no ran) au Japon et 삼포왜란 (三浦倭亂, Sampo waeran) en Corée. Le commerce a repris sous la direction du roi Jungjong en 1512, mais seulement dans des conditions strictement limitées, et seuls 25 navires ont été autorisés à se rendre à Joseon chaque année.
À la fin du XVIe siècle, le dirigeant japonais Toyotomi Hideyoshi a réuni les divers seigneurs féodaux (daimyōs) sous son commandement. La coalition de Hideyoshi, qui planifiait de réunir toutes les factions ayant une cause commune, envahit la Corée sous la dynastie Joseon lors d'une attaque menant à la guerre d'Imjin. Tsushima était la principale base navale de cette invasion et, dans l’appui constant à la guerre, un grand nombre de prisonniers coréens ont été transportés à Tsushima jusqu’en 1603.

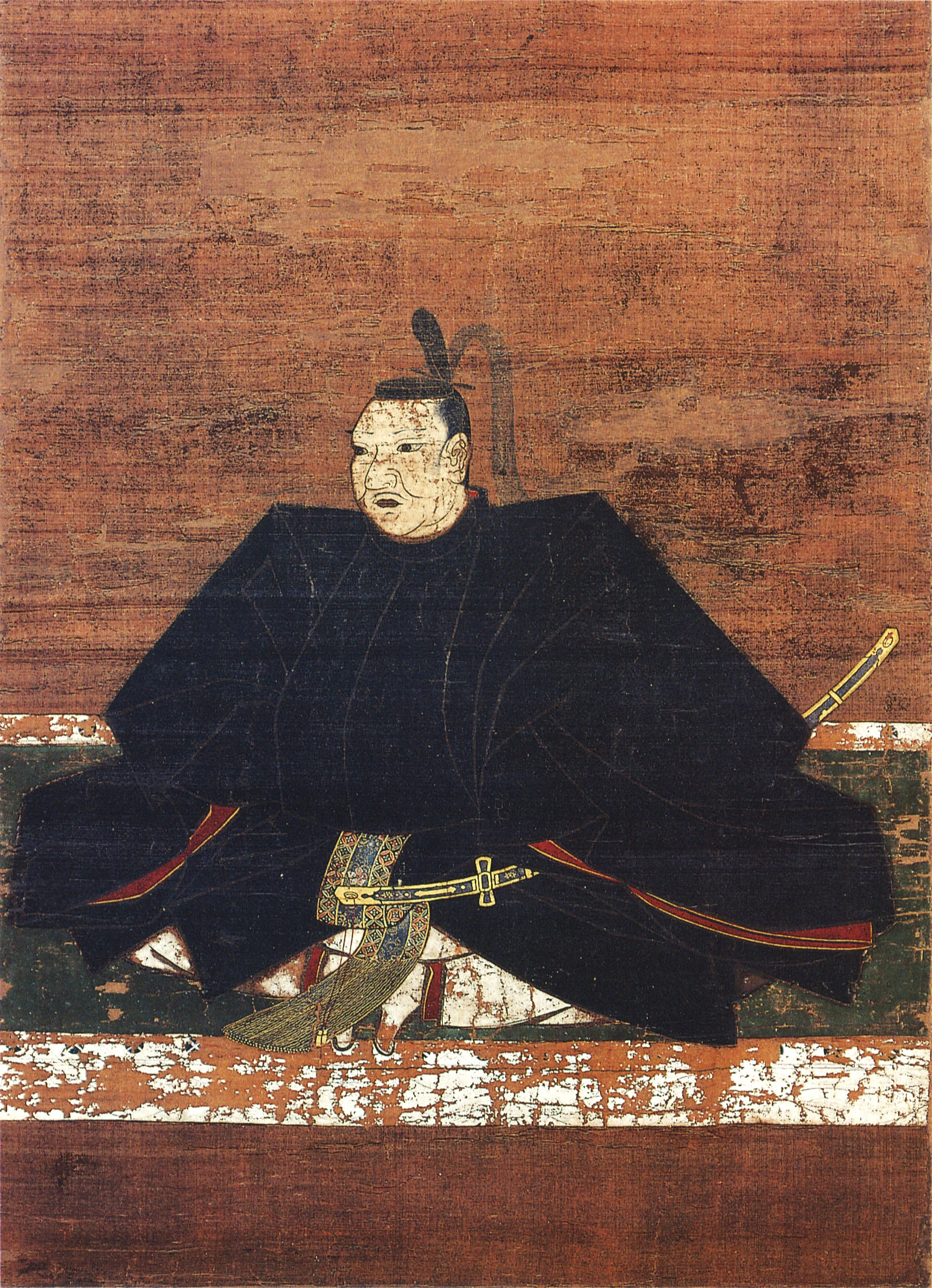
Portrait de Sō Yoshitoshi en 1615.

En 1587, Toyotomi Hideyoshi confirma la possession de Tsushima par le clan Sō qui jouait déjà un rôle de plus en plus important dans les relations diplomatiques entre la Corée et le Japon jusqu'à ce que les négociations entre les deux pays soient officiellement leur prérogative ; ceux-ci négocient notamment la paix à la suite de la défaite du Japon lors de la guerre d'Imjin. Sō Yoshitoshi (宗 義智, 1568-31 janvier 1615) était un daimyō (seigneur féodal) clan Sō du domaine insulaire de Tsushima. En 1603, Tokugawa Ieyasu établit un nouveau shogunat ; et Sō Yoshitoshi s'est officiellement vu attribuer le domaine Fuchū (100 000 koku) dans la province de Tsushima.
Le moine bouddhiste Nichiō (日奥, 1565-1630) est exilé sur l'île par Tokugawa Ieyasu à la fin du XVIe siècle.
Après l'échec des tentatives de conquête de la Corée par le Japon, la paix est rétablie entre les deux nations. Une fois de plus, les îles sont devenues un port primordial pour les marchands car, durant la période de fermeture du Japon aux étrangers (sakoku), l'île de Tsu est l'unique porte d'entrée de l'archipel nippon aux marchands coréens, ce qui la place sur une route commerciale très active. La dynastie Joseon et le domaine de Tsushima-Fuchū ont tous deux envoyé leurs représentants commerciaux à Tsushima, régissant le commerce jusqu'en 1755.
L'île a été décrite par Hayashi Shihei dans Sangoku tsūran zusetsu, qui a été publié en 1785. Elle y a été identifiée comme faisant partie du Japon.
En 1811, pour réduire les coûts, les représentants du shogunat Tokugawa ont rencontré les ambassadeurs du roi Joseon (Joseon tongsinsa) à Tsushima.

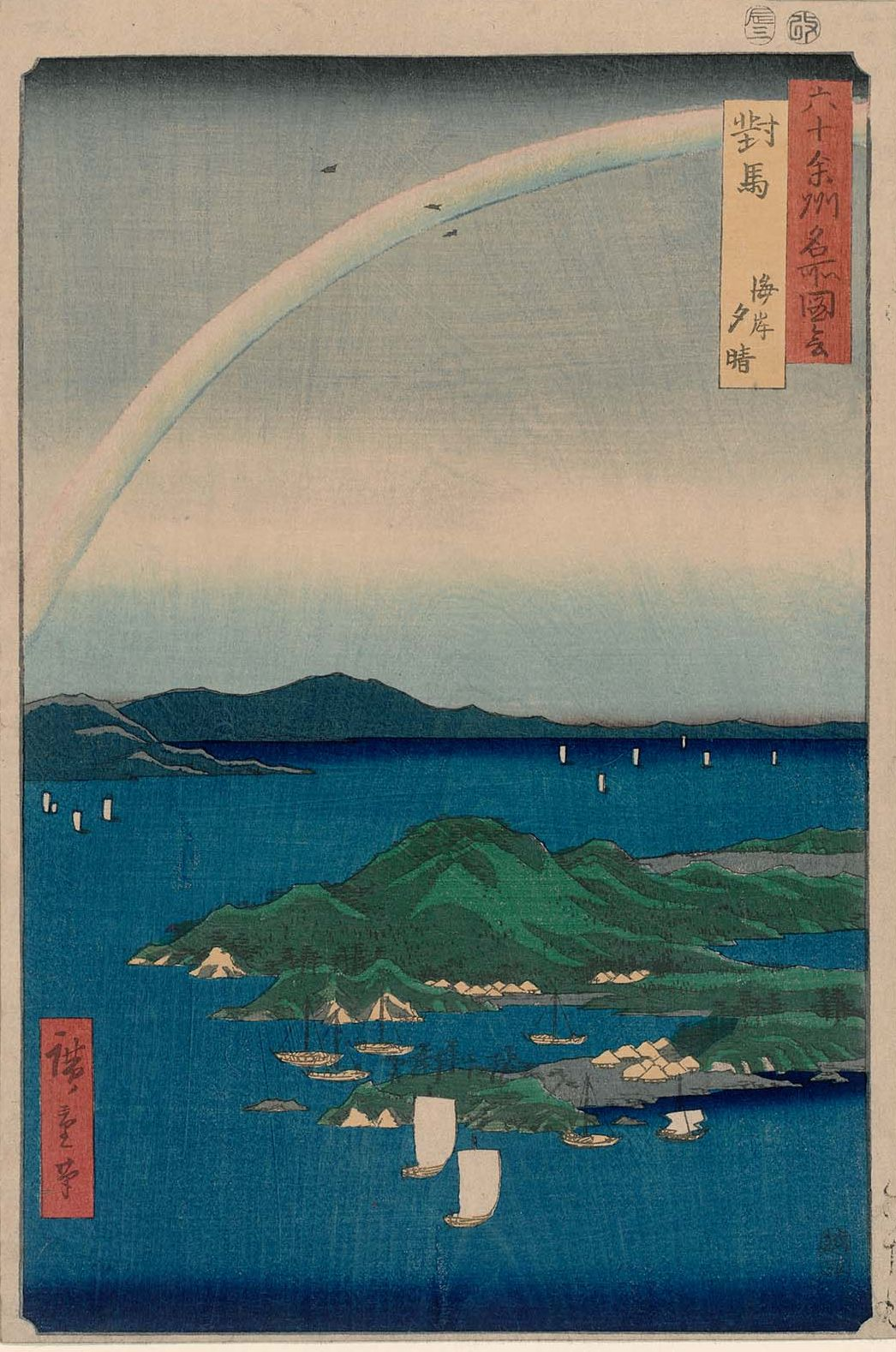
Estampes de la province de Tsushima des Vues des sites célèbres des soixante et quelques provinces du Japon de Hiroshige.

Jusqu'à la période Meiji, Tsushima était une frontière entre le Japon et la Corée, fortement dépendante du commerce avec la Corée, avec des institutions/systèmes de commerce uniques (ressemblant fortement à ceux d'institutions coréennes et non japonaises ; par exemple, un système de mesure de la taxation de terre au Japon est déterminé par la production de riz (koku). Tsushima produisant peu de riz, le shogunat de Tokugawa l’a donc autorisé à utiliser un système de relevé des terres (kendaka, 間高). Du fait qu’il s’appuie sur le système de relevé sur les terres en Chine (間尺法), il était semblable au système coréen (gyeolbu, 結負制). La loi de Tsushima ressemblait donc à la loi coréenne dans son calcul des finances. Le « travail non libéré » ou l'esclavage pendant une période déterminée, toujours rare sous toute forme dans le reste du Japon, existait en tant qu'institution bien établie, souvent sous forme de sanction, à Tsushima comme en Corée. Lewis cite également les préparatifs officiels de Sō Yoshitoshi énumérant quelque 1 000 Coréens comme guides dans la préparation des invasions de la Corée par Hideyoshi. [6] Les insulaires parlaient un dialecte spécifique à Tsushima et leurs coutumes quotidiennes, leur structure sociale et leurs interactions économiques étaient japonaises, à l’exception de quelques mots empruntés au coréen.

### Période moderne

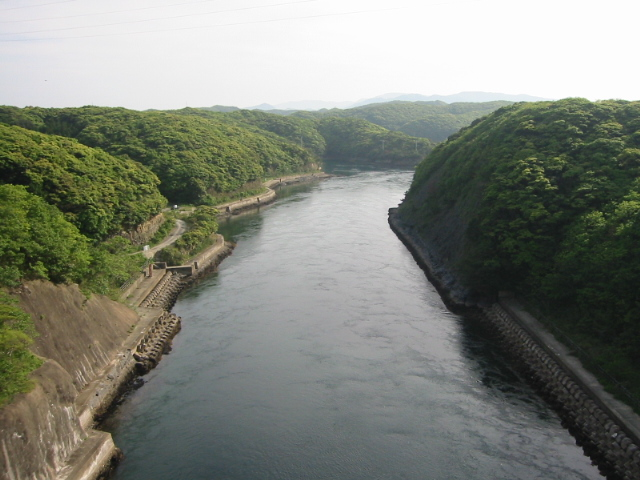
Canal construit par la Marine impériale japonaise.

Dans un épisode maintenant connu sous le nom d'incident de Tsushima, la Marine impériale russe tenta d'établir une base sur l'île en 1861, mais ses efforts échouèrent du fait de l'intervention britannique.
À la suite de l'abolition du système han, le domaine de Tsushima Fuchu est devenu une partie de la préfecture d'Izuhara en 1871. La même année, la préfecture d'Izuhara est fusionnée avec la préfecture d'Imari, renommée préfecture de Saga en 1872. Tsushima est transférée dans la préfecture de Nagasaki. En 1872, les districts de Kamiagata (上県) et Shimoagata (下県) ont été fusionnés pour former la ville moderne de Tsushima (Nagasaki). Ce changement faisait partie de réformes généralisées entreprises au Japon après 1854. Le Japon était en train de devenir un État-nation moderne et une puissance régionale, avec des changements généralisés au sein des gouvernements, de l'industrie et de l'éducation.
Après la fin de la première guerre sino-japonaise avec le traité de Shimonoseki, le Japon s'est senti humilié lorsque la triple intervention des trois grandes puissances que sont l'Allemagne, la France et la Russie l'a obligé à rendre la précieuse péninsule du Liaodong à la Chine sous la menace de la force. En conséquence, les dirigeants japonais ont correctement prévu qu'une guerre avec la Russie ou une autre puissance impériale occidentale était probable. Entre 1895 et 1904, la Marine impériale japonaise a fait creuser le canal Manzeki-Seto sur une largeur de 25 mètres et une profondeur de 3 mètres ; ce canal a ensuite été étendu à 40 mètres de large et 4,5 mètres de profondeur à travers un isthme rocheux montagneux de l'île, entre la baie d'Asō à l'ouest et le détroit de Tsushima à l'est, divisant techniquement l'île en trois îles. Les préoccupations stratégiques expliquent la portée et le financement du projet de canal par le Japon à une époque où il se battait encore pour établir une économie industrielle. Ce canal a permis aux Japonais de déplacer rapidement des navires de transport et des navires de guerre entre leurs principales bases navales situées dans la mer intérieure de Seto (directement à l’est) via le détroit de Kanmon et le détroit de Tsushima dans le détroit de Corée ou vers des destinations plus éloignées dans la mer Jaune.
En juillet 1899, un décret impérial établit Izuhara, Sasuna et Shishimi comme ports ouverts pour le commerce avec les États-Unis et le Royaume-Uni.

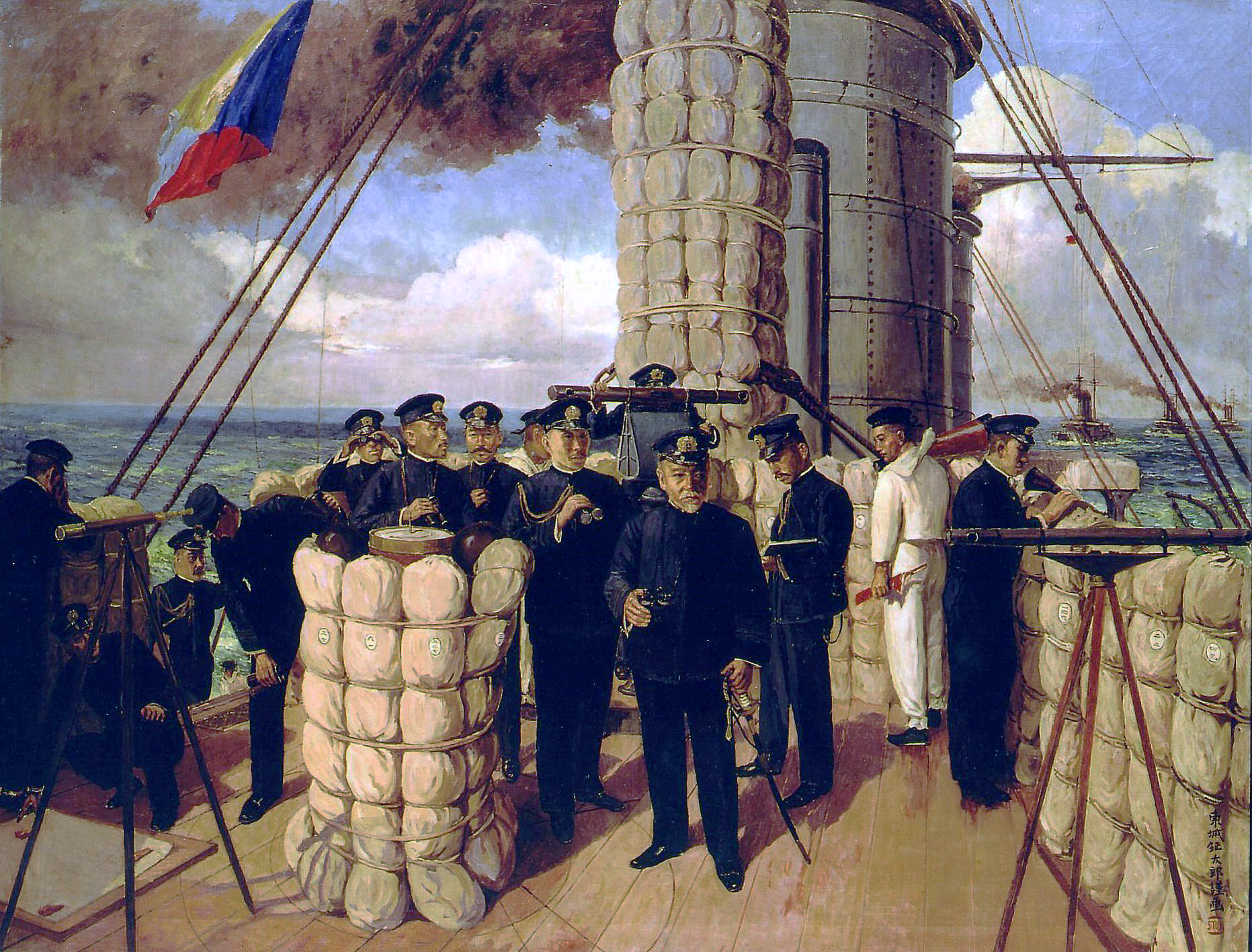
L'amiral Tōgō sur le pont du Mikasa avec son état-major.

Pendant la guerre russo-japonaise de 1905, la flotte de la Baltique dirigée par l'amiral Zinovi Rojestvenski, après avoir effectué un voyage de presque un an en provenance de la mer Baltique vers l'Asie de l'Est, fut écrasée par les Japonais sous l'amiral Tōgō Heihachirō lors de la bataille de Tsushima. La troisième escadre japonaise (croiseurs) a commencé à surveiller la flotte russe de la pointe de l'île du Sud et à la suivre dans le détroit de Tsushima, où l'attendait la principale flotte japonaise. La bataille commença légèrement vers l'est-nord-est de l'île du Nord vers midi et se termina vers le nord un jour plus tard, lorsque les Japonais encerclèrent la flotte russe. Le Japon avait alors remporté une victoire décisive.
De 1948 à 1949, lors du soulèvement de Jeju en Corée et de la répression et du massacre qui ont suivi, perpétrés par les forces coréennes anticommunistes, de nombreux habitants de Jeju se sont enfuis et se sont réfugiés à Tsushima.
En 1950, le gouvernement sud-coréen a revendiqué la souveraineté sur l'île sur la base de « raisons historiques ». Les négociations entre la Corée et les États-Unis sur le traité de San Francisco ne mentionnent pas l'île de Tsu. Après cela, le statut de Tsushima en tant qu'île du Japon a été confirmé de nouveau. Bien que le gouvernement sud-coréen ait depuis lors renoncé à ses revendications sur l'île, certains Coréens (dont certains membres du parlement coréen) ont périodiquement tenté de contester la propriété de l'île.
En 1973, l'un des émetteurs du système de navigation Oméga a été construit sur Tsushima. Il a été démantelé en 1998.
Aujourd'hui, Tsushima fait partie de la préfecture de Nagasaki, au Japon. Le 1er mars 2004, les six villes de l'île, Izuhara, Mitsushima, Toyotama, Mine, Kami-agata et Kami-tsushima, ont été fusionnées pour créer la ville de Tsushima. Environ 700 membres des forces japonaises d'autodéfense sont postés sur l'île pour surveiller les zones côtières et océaniques locales.

## Géographie

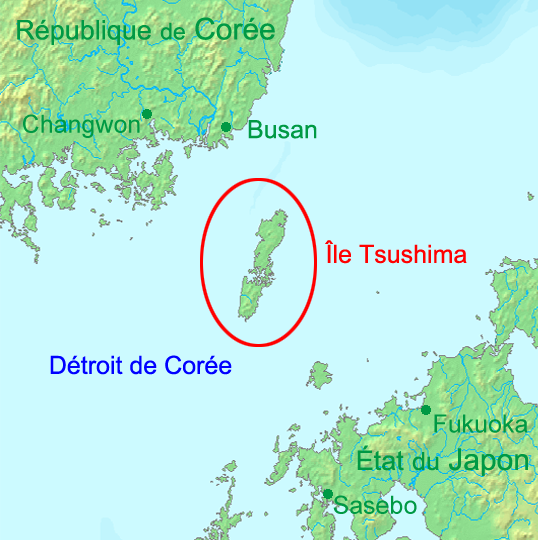
L'île Tsushima, entre les détroits de Corée et de Tsushima.

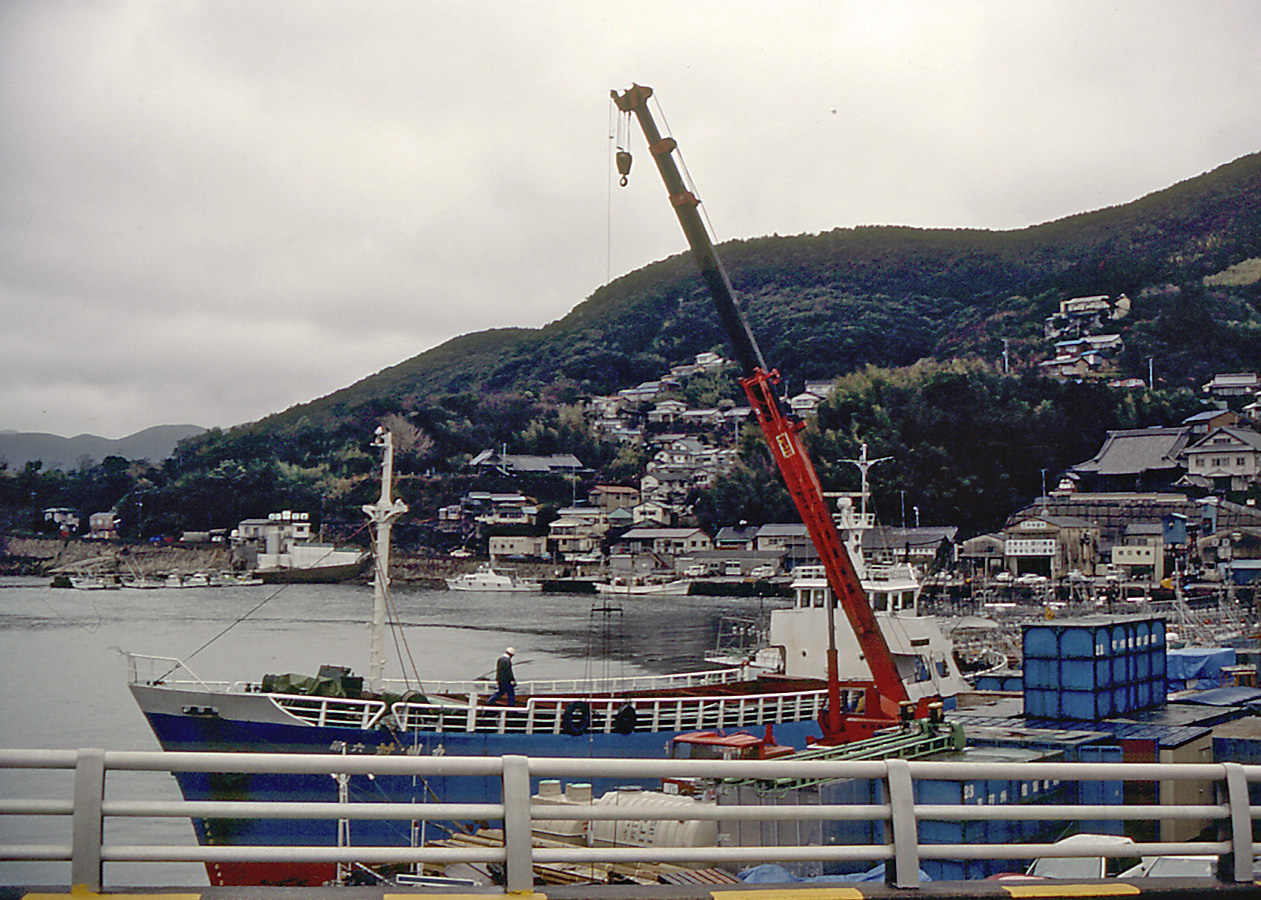
Un port de l'île de Tsushima.

### Situation
Tsushima est située en mer du Japon, au sud-sud-est de la péninsule coréenne et à l'ouest du détroit de Kammon qui sépare les îles japonaises de Honshū et de Kyūshū.  L'archipel Tsushima divise le détroit de Corée en deux canaux, dont le plus large, à l'est, est connu comme étant le détroit de Tsushima. Au travers de l'île, il existe deux canaux reliant la profonde baie d'Asō à l'ouest au détroit de Tsushima, le Ōfunakoshi-seto et le Manzeki-seto, creusés respectivement en 1671 et en 1900. Treize petits îlots entourent l'île principale et font partie de l'archipel Tsushima. L'île Tsuhima et l'île Iki abritent le parc national Iki-Tsushima.
Historiquement considérée comme une île unique, Tsushima l'est encore aujourd'hui par les autorités japonaises alors qu'elle est constituée de deux îles distinctes séparées par une baie profonde, la baie d'Aso (浅茅湾) au centre de Tsushima, mais reliées entre elles par un isthme. Celle du nord est connue sous le nom de Kamino-shima et celle du sud, celui de Shimono-shima. Ces deux « sous-îles » ont chacune deux montagnes : Shimono-shima avec le monts Yatachi (矢立山), 649 m et Shira-dake, 512 m et Kamino-shima avec Ibeshi-yama, 344 m et Mi-take, 487 m. Ces deux îles sont également reliées par une digue prolongée par un pont.
Tsushima est le territoire japonais le plus proche de la Corée, à environ 50 km de Pusan. Par temps clair, les collines et les montagnes de Corée sont visibles depuis les deux montagnes de la partie nord de l'île. Le port japonais le plus proche, Iki, sur l'île du même nom, se trouve également à 50 km.
En 2006, 89 % de Tsushima était encore recouverte par une végétation naturelle.

### Population
La population de l'île est d'environ 41 000 habitants, presque exclusivement japonais. Les traditions religieuses sont celles du Japon avec une majorité de bouddhisme ou de shintoïsme.

### Climat
Tsushima possède un climat subtropical maritime, avec une forte influence des vents de mousson. La température moyenne est de 15,5 °C et les précipitations moyennes annuelles de 2 133 mm. La température maximale enregistrée a été de 36 °C en 1966 et la plus basse de −8,6 °C en 1895. La température constatée sur Tsushima est en général de un à deux degrés Celsius inférieure à celle de Nagasaki. Ses précipitations sont en général plus élevées que sur les grandes îles du Japon et ce essentiellement par son isolement et son relief ; les vents marins, humides, se transformant en précipitations dès leur rencontre avec les flancs de montagne. La mousson continentale apporte du lœss (sable jaune) de Chine au printemps et refroidit l'île en hiver. La saison des pluies débute et finit plus tard que sur Nagasaki. Tsushima souffre rarement des typhons.
| Mois                                             | jan.      | fév.      | mars      | avril     | mai      | juin      | jui.      | août      | sep.      | oct.      | nov.      | déc.      | année     |
| ------------------------------------------------ | --------- | --------- | --------- | --------- | -------- | --------- | --------- | --------- | --------- | --------- | --------- | --------- | --------- |
| Température minimale moyenne (°C)                | 2,5       | 3,2       | 6,3       | 10,3      | 14,4     | 18,5      | 23,1      | 24,2      | 20,6      | 15,3      | 9,6       | 4,9       | 12,7      |
| Température moyenne (°C)                         | 6         | 6,9       | 10        | 14,2      | 18,2     | 21,3      | 25,4      | 26,8      | 23,4      | 18,7      | 13,3      | 8         | 16        |
| Température maximale moyenne (°C)                | 9,2       | 10,5      | 13,6      | 18,1      | 22,2     | 24,7      | 28,3      | 30        | 26,5      | 22,3      | 17,1      | 11,6      | 19,5      |
| Record de froid (°C) date du record              | −7,7 1915 | −8,6 1895 | −5,2 1977 | −1,3 1972 | 4,8 1894 | 6,2 1893  | 12,2 1966 | 13,6 1913 | 8,8 1905  | 0,7 1889  | −2,7 1889 | −6,4 1892 | −8,6 1895 |
| Record de chaleur (°C) date du record            | 19,8 1946 | 21,3 2021 | 24,4 1902 | 27,8 1983 | 32 1979  | 32,9 1958 | 36,9 2018 | 36,8 2016 | 34,6 1903 | 30,2 2016 | 26,9 1979 | 22,3 1954 | 36,9 2018 |
| Ensoleillement (h)                               | 147,6     | 143,5     | 161,5     | 183,1     | 199,2    | 136,3     | 136,1     | 160,4     | 131,1     | 161,1     | 149       | 153,9     | 1 862,8   |
| Précipitations (mm)                              | 80,1      | 94,7      | 172,3     | 218,4     | 241,2    | 294,4     | 370,5     | 326,4     | 235,5     | 120,8     | 100,6     | 68        | 2 302,6   |
| dont neige (cm)                                  | 0         | 0         | 0         | 0         | 0        | 0         | 0         | 0         | 0         | 0         | 0         | 0         | 0         |
| Nombre de jours avec précipitations              | 6,4       | 6,8       | 9         | 9         | 8,2      | 10,8      | 11,6      | 10,5      | 9         | 5,6       | 6,6       | 6,3       | 99,8      |
| dont nombre de jours avec précipitations ≥ 10 mm | 2,5       | 2,8       | 4,8       | 5,1       | 5,2      | 6         | 6,5       | 6,4       | 4,9       | 3,1       | 2,8       | 2         | 51,9      |
| Humidité relative (%)                            | 61        | 62        | 65        | 68        | 72       | 82        | 83        | 81        | 78        | 70        | 68        | 63        | 71        |
| Nombre de jours avec neige                       | 0         | 0         | 0,1       | 0         | 0        | 0         | 0         | 0         | 0         | 0         | 0         | 0,1       | 0,2       |

| Diagramme climatique                                  |             |              |               |               |               |               |             |               |               |              |           |
| J                                                     | F           | M            | A             | M             | J             | J             | A           | S             | O             | N            | D         |
| 9,22,580,1                                            | 10,53,294,7 | 13,66,3172,3 | 18,110,3218,4 | 22,214,4241,2 | 24,718,5294,4 | 28,323,1370,5 | 3024,2326,4 | 26,520,6235,5 | 22,315,3120,8 | 17,19,6100,6 | 11,64,968 |
| Moyennes : • Temp. maxi et mini °C • Précipitation mm |             |              |               |               |               |               |             |               |               |              |           |

## Économie
Selon le recensement de 2000, 23,9 % de la population était employée dans le secteur primaire, 19,7 % dans le secteur secondaire et 56,4 % dans le tertiaire.

## Culture
Le poney Taishuh est originaire de l'île, comme le chat de Tsushima (対馬山猫, Tsushima yama-neko, lit. « chat des montagnes de Tsushima »). Ce chat-léopard est une population du chat-léopard de Sibérie (Prionailurus bengalensis euptilura) arrivée du continent asiatique il y a 100 000 ans. Désignée Trésor national par le gouvernement japonais en 1971, elle a été reconnue comme espèce menacée en 1994 au Japon et un plan de conservation a été mis en place dès 1995. En 2004, il ne restait qu'une centaine d'individus.

## Culture populaire
L'île est au cœur du manga et animé Angolmois: Record of Mongol Invasion, mais également du jeu vidéo Ghost of Tsushima, qui racontent tous deux l'invasion des Mongols en 1274.